# 228 (số)
228 (hai trăm hai mươi tám) là một số tự nhiên ngay sau 227 và ngay trước 229.